# 基思·麦克劳德
基思·麦克劳德（英語：Keith McLeod，1979年11月5日—），美国NBA联盟前职业篮球运动员。